# Karácsony a Lármás házban
A Karácsony a Lármás házban (eredeti cím: A Loud House Christmas) 2021-ben bemutatott amerikai filmvígjáték, amit Jonathan Judge rendezett, A Lármás család című animációs sorozat alapján készült. A főbb szerepekben Wolfgang Schaeffer, Jahzir Bruno, Lexi DiBenedetto, Dora Dolphin, Sophia Woodward, Catherine Ashmore Bradley, Morgan McGill, Aubin Bradley, Mia Allan, Ella Allan, Lexi Janicek, Charlotte Ann Tucker, Muretta Moss és Brian Stepanek látható.
Amerikában 2021. november 26-án a Nickelodeon és a Paramount+ , míg Magyarországon 2022. december 11-én a Nickelodeon mutatta be, 2023. december 6-án a TeenNick is levetíti.

## Cselekmény
Karácsony napján Lincoln alig várja hogy ezen a különleges napon az egész Lármás család együtt legyen. Idén azonban 3 nővérének más karácsonyi tervei vannak, Lori a Fairway egyetembe fogja ünnepelni a karácsonyt, Luna síelni megy a barátnőjével Sam-el, Luan pedig a nyugdíjas otthonba fog előadásba tartani, míg a szülők és, a megmaradt gyermekeikkel családi kirándulásra indulnak Miamiba. Lincoln úgy érzi, hogy a különített tervezés tönkreteszi a karácsonyi hagyományokat. Ezért legjobb barátjával Clyde-al szabotálni fogják a család terveit, így az egész Lármás család megünnepelhetik a karácsonyt.

## Szereplők
| Szereplő               | Szinész                                  | Magyar hang             |
| ---------------------- | ---------------------------------------- | ----------------------- |
| Lármás Lincoln         | Wolfgang Schaeffer                       | Kovács András Bátor     |
| Clyde McBride          | Jahzir Bruno                             | Berecz Kristóf Uwe      |
| Lármás Lori            | Lexi DiBenedetto                         | Pekár Adrienn           |
| Lármás Leni            | Dora Dolphin                             | Csuha Borbála           |
| Lármás Luna            | Sophia Woodward                          | Dobó Enikő              |
| Lármás Luan            | Catherine Ashmore Bradley                | Molnár Ilona            |
| Ifjabb. Lármás Lynn    | Morgan McGill                            | Engel-Iván Lili         |
| Lármás Lucy            | Aubin Bradley                            | Dolmány-Bogdányi Korina |
| Lármás Lisa            | Lexi Janicek                             | Romet Alíz              |
| Lármás Lana            | Mia Allan                                | Nagy Zselyke            |
| Lármás Lola            | Ella Allan                               | Blazsó Regina           |
| Lármás Lily            | Charlotte Ann Tucker Lainey Jane Knowles | Sipos Eszter Anna       |
| Katherine Mulligan     | Catherine Taber                          | Incze Ildikó            |
| Lármás Rita            | Muretta Moss                             | Ősi Ildikó              |
| Idősebb. Lármás Lynn   | Brian Stepanek                           | Holl Nándor             |
| Bobby Santiago         | Matt Van Smith                           | Czető Ádám              |
| Sam Sharp              | Zoë DuVall                               | Nagy Blanka             |
| Howard McBride         | Justin Michael Stevenson                 | Fekete Zoltán           |
| Harold McBride         | Marcus Folmar                            | Bodrogi Attila          |
| Albert                 | Bill Southworth                          | Fehér Péter             |
| Scoots                 | Jill Jane Clements                       | Réti Szilvia            |
| Gayle McBride          | Gail Everett-Smith                       | Halász Aranka           |
| Mick Begörcs           | Jeff Bennett (hangja)                    | Bergendi Áron           |
| Markos Márk            | Brian Patrick Wade                       | Renácz Zoltán           |
| Pláza télapó           | John Mullins                             | Kajtár Róbert           |
| Bill, a futár          | Garrett Hammond                          | Sörös Miklós            |
| Audrey Hoffman         | Kathleen Shugrue                         | TBA                     |
| Idős otthon lakó       | Sharon Frank                             | TBA                     |
| Boltos                 | Joy A. Kennelly                          | TBA                     |
| Fairway egyetem tanára | Courtney Mason                           | TBA                     |

### Magyar változat
- Bemondó: Orosz Gergely
- Magyar szöveg: Persik Tünde
- Hangmérnök: Kelemen Zoltán
- Vágó: Weichinger Kálmán
- Gyártásvezető: Derzsi Kovács Éva
- Szinkronrendező: Dezsőffy Rajz Katalin
- Produkciós vezető: Koleszár Emőke

## A film készítése
A filmet először 2020. február 19-én jelentették be, eredetileg 2020-ra tervezték a bemutatását, de elhalasztották. 2021. március 18-án jelentették be, hogy a forgatás a következő hónapban kezdődik. Ugyanezen a napon jelentették be, hogy Wolfgang Schaeffer kapta Lincoln szerepét és Jahzir Bruno Clyde szerepét. 2021 áprilisában kezdődött a forgatás Atlantában The Loud House: A Very Loud Christmas! munkacímmel. 2021. augusztus 23-án a Nickelodeon nyilvánosságra hozta a teljes szereposztást. 2021. október 15-én bejelentették, hogy a filmet a Nickelodeon és a Paramount+ 2021. november 26-án mutatja be.